# Frank Di Genaro
Frank "Frankie" Genaro (Nueva York, 26 de agosto de 1901–ídem, 26 de diciembre de 1966) fue un boxeador estadounidense. Obtuvo la medalla de oro en la categoría de peso mosca durante los Juegos Olímpicos de Amberes 1920. Ese mismo año comenzó su carrera profesional frente a Joe Collet y conquistó un equivalente de cetro mundial de la Asociación Nacional de Boxeo ante Franchy Belanger en 1928. El año 1930 disputó una unificación de títulos frente a Midget Wolgast, campeón de la Comisión Atlética de Nueva York, pero la pelea terminó en un empate. 
Pugilista ágil y agresivo, defendió su corona hasta caer derrotado por Víctor "Young" Pérez en  1931. En su carrera enfrentó a distinguidos pugilistas de la época como Pancho Villa, Bushy Graham y Willie LaMorte. Debido a su contextura liviana, en sus inicios como deportista tuvo la inquietud de convertirse en un jockey. Fue incorporado al Salón Internacional de la Fama del Boxeo en 1998.